# Prostantheroideae

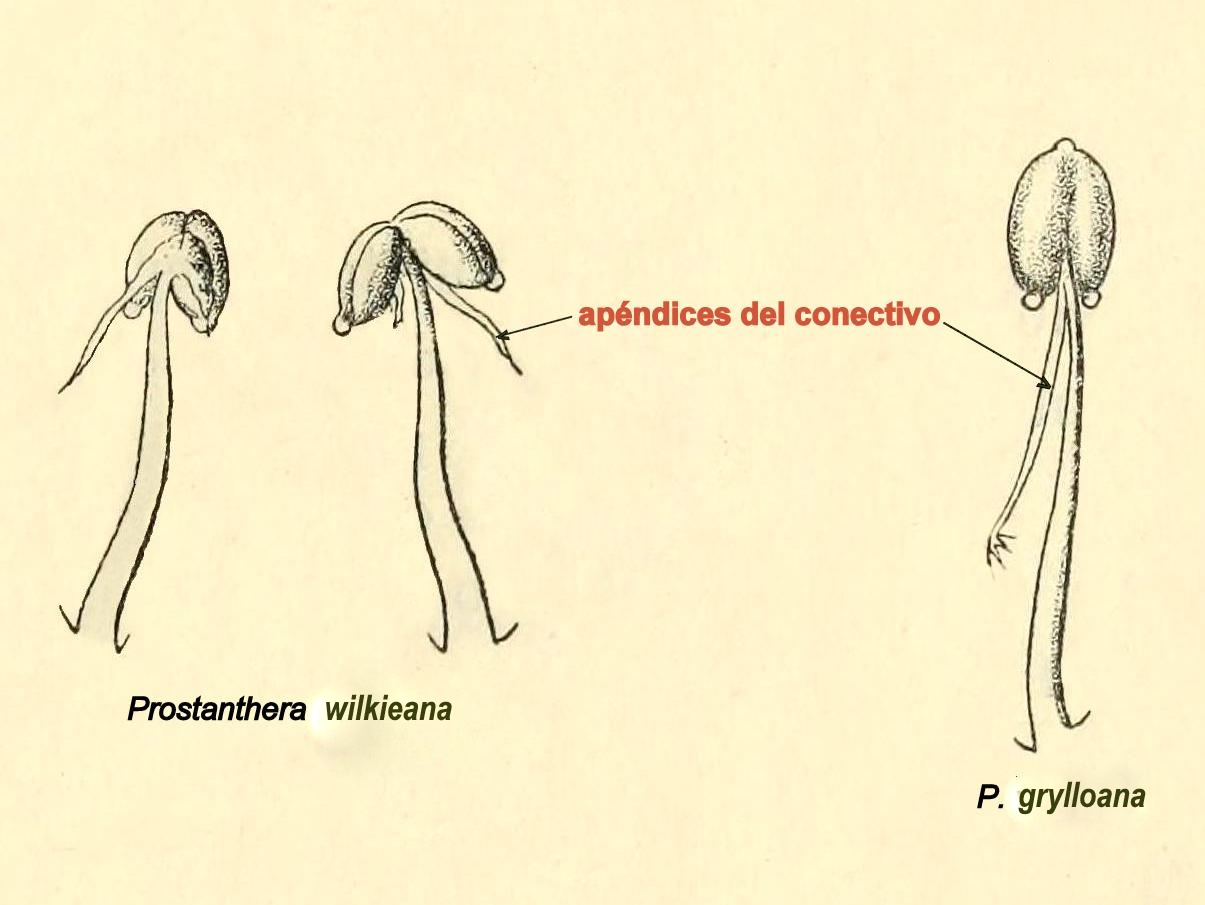
Un ejemplo para ilustrar los apéndices del conectivo de las anteras de los estambres del género tipo de la familia en Prostanthera wilkieana y P. grylloana.

Prostantheroideae es una subfamilia de plantas de la familia Lamiaceae, endémicas de Australia, aunque se han introducido unas cuantas especies vistosas o raras en Jardines Botánicos de otros países (por ejemplo, Estados Unidos, España, etc.). Está compuesta por 313 especies aceptadas, repartidas en 17 géneros.
Es un taxón en constante revisión, debido a su particular dificultad que necesitó de sucesivos estudios citológicos y morfológicos para desentrañar el esencial de su filogenia y centrarse en sinapomorfías poco evidentes o asequibles (por ejemplo las tecas de las anteras y su conectivo o la microestructura de los mericarpos) para poder identificar y diferenciar los taxones genéricos e infragenéricos.

## Descripción
Son matas, arbustos e arbolitos, no aromáticos pero ocasionalmente con ramitas distales -redondeadas o cuadrangulares- y hojas que sí lo son. Dichas hojas son  simples, enteras, dentadas o lobuladas con los bordes a veces revolutos. El indumento, cuando existe, puede ser de pelos simples, estrellados, ramificado-dendroides o escamosos. Las  inflorescencias son cimosas, a menudo aparentemente racemosas uniflores. Estas últimas son hermafroditas, generalmente zigomorfas o más raramente actinomorfas o casi, con el cáliz también actinimorfo, o más inusualmente bilabiado y con la corola de tetra a octolobulada -a menudo pentalobulada- y con el gineceo de 4-8 estambres todos fértiles o con 2 estaminodios. El ovario es entero o más o menos profundamente tetralobulado y con el estilo a menudo persistente en el fruto joven, fruto que es seco, indehiscente o dehiscente, entero o profundamente dividido, frecuentemente en 4 núculas.

## Taxonomía
La familia fue creada por Christian Luerssen en 1882 a partir del género tipo Prostanthera Labill., 1806.  
Etimología
Derivado de Prostanthera: nombre genérico construido por los vocables del griegos προσταη, apéndice y αντερα, antera, pues el conectivo de las anteras de muchas de las especies del género tienen una protuberancia apendicular en forma de espolón más o menos desarrollado.

## Subdivisiones taxonómicas
La subfamilia la componen 2 tribus: Chloantheae y Westringieae, que difieren esencialmente en la implantación del estilo sobre un ovario más o menos entero o, a veces, bilobulado en la primera, y sobre un ovario tetralobulado en la segunda, o sea el grado de fusión de los mericarpos del fruto. Igualmente, un carácter determinante es la simetría del cáliz. Además, los Chloantheae son cubiertos de un indumento de pelos estrellados o ramificados o escamosos, o bien carecen de pelos, mientras los Westringieae pueden no tener indumento o, si lo hay, es generalmente de pelos sencillos. Por fin, los androceos de las especies de la primera tribu tienen 4-8 estambres o 2 fértiles y 2 estaminodios, y los de la otra tribu tienen 4 estambres, o bien solo 2 funcionales y los otros 2 estériles. En cuanto al fruto, los Chlorantheae lo tienen más o menos entero, lobulado o con 2-4 mericarpos y en los Westringieae son siempre en tetranúcula.

## Géneros
Nota: Recientes estudios citológicos conducen a readmitir como válidos los géneros Dasymalla Endl. y Quoya Gaudich. cuyas especies estaban en el género, polifilético, Pityrodia; el género Hemiphora F.Muell. se extiende para incluir ciertas especies antes atribuidas a Pityrodia. También se crea el género nuevo Muniria N.Streiber & B.J.Conn con 4 especies anteriormente incluidas en Pityrodia. La lista de géneros, y sus respectivos números de especies, que sigue toma en cuenta estas recientes conclusiones.
- Tribu: Chloantheae Benth. & Hook.f., 1876
  - Géneros (con el número de especies aceptadas): 
    - Brachysola (F.Muell.) Rye - 2
    - Chloanthes R.Br. - 4
    - Cyanostegia Turcz. - 5
    - Dasymalla Endl. -5
    - Denisonia F. Muell. = Pityrodia R. Br.
    - Dicrastylis J.Drumm. ex Harv. - 34
    - Hemiphora (F. Muell.) F. Muell. - 5
    - Lachnocephalus Turcz. = Dicrastylis J.Drumm. ex Harv.
    - Lachnostachys Hook. - 6
    - Mallophora Endl. = Dicrastylis J.Drumm. ex Harv.
    - Muniria N.Streiber & B.J.Conn - 4
    - Newcastelia F. Muell. - 10
    - Physopsis Turcz. - 5
    - Pityrodia R. Br. - 20
    - Quoya Gaudich. - 7[8][4][3]

- Tribu: Westringieae Bartl., 1830 (= Prostanthereae, Benth., 1834)
  - Géneros (con el número de especies aceptadas[3]) : 
    - Atelandra Lindl. = Hemigenia R. Br.
    - Colobandra Bartl. = Hemigenia R. Br.
    - Cryphia R. Br. = Prostanthera Labill.
    - Eichlerago Carrick = Prostanthera Labill.
    - Hemiandra R. Br. - 7
    - Hemigenia R. Br. - 51
    - Klanderia F. Muell. = Prostanthera Labill.
    - Microcorys R. Br. - 21
    - Prostanthera Labill. - 97
    - Westringia Sm. - 33
    - Wrixonia F. Muell. = Prostanthera Labill.[4]

## Usos
Ciertos géneros como, por ejemplo, Prostanthera se cultivan como plantas ornamentales, aromáticas o no, como especia y por los perfumados aceites esenciales usados, por ejemplo, en cosmética y perfumería; además, ciertas de sus especies han demostrado una acción antimicrobiana frente a diversos patógenos.